# Аналаманга
Аналаманга (на френски: Analamanga) е един от двадесет и двата региона на Мадагаскар.
- Столица: Антананариво
- Площ: 16 911 км²
- Население: (по преброяване през май 2018 г.): 3 618 128 души
- Гъстота на населението: 214 души/км²[1]

Регион Аналаманга е разположен в провинция Антананариво. На територията му се намира столицата на Република Мадагаскар – град Антананариво. Регионът е разделен е на 8 района и 134 комуни.